# Michele Hanson
Michele Regina Hanson, född 13 september 1942 i London, död 2 mars 2018, var en brittisk författare och kolumnist i The Guardian. Hansons humoristiska kolumner om hennes dotter Amy, i lätt fiktionaliserad gestalt, resulterade i böckerna Treasure: The Trials of a Teenage Terror (1993) och What Treasure Did Next (1996), författade under pseudonymen Gina Davidson.
Hanson skrev även manus till den animerade TV-serien Treasure, tillsammans med Jenny Landreth. Serien är baserad på Hansons litterära figur Treasure och tillhörande illustrationer av Christine Roche. Serien regisserades av François Perrealaut och samproducerades av flera bolag, däribland Storbritanniens public service-företag BBC. I Sverige sändes Treasure av Sveriges Television med start 2002 och i repris 2003–2008.